# 古牧地东路街道
古牧地东路街道，是中华人民共和国新疆维吾尔自治区乌鲁木齐市米东区下辖的一个乡镇级行政单位。

## 行政区划
古牧地东路街道下辖以下地区：
新星社区、北苑社区、南苑社区、祥和社区、益民社区、永乐社区和振兴社区。